# آرتسویک هرتوتسیان
آرتسویک مکرتیچی هرتوتسیان (ارمنی: Արծվիկ Մկրտիչի Հերթևցյան؛ زادهٔ ۲۵ نوامبر ۱۹۵۶) یک  سیاستمدار اهل ارمنستان است که از تاریخ ۱۹۹۰ تا تاریخ ۱۹۹۵ سمت نمایندگی دوره اول شورای عالی جمهوری ارمنستان را برعهده داشت.

## زندگی‌نامه
در ۲۵ نوامبر ۱۹۵۶ ‏در ارمنستان به دنیا آمد . 